# Červená Voda
Červená Voda és un poble i municipi d'Eslovàquia. Es troba a la regió de Prešov, al nord del país.

## Història
La primera referència escrita de la vila data del 1956.

## Demografia
| Godina             | 1994 | 2004   | 2014    | 2024   |
| ------------------ | ---- | ------ | ------- | ------ |
| Nombre de persones | 447  | 448    | 493     | 527    |
| Diferència         |      | +0,22% | +10,04% | +6,89% |

| Godina             | 2023 | 2024   |
| ------------------ | ---- | ------ |
| Nombre de persones | 515  | 527    |
| Diferència         |      | +2,33% |